# N-620
La carretera de Burgos a Portugal por Salamanca (N-620) es una vía terrestre española de la Red de Carreteras del Estado que comunica Burgos con Fuentes de Oñoro (Salamanca), en la frontera con Portugal. 
Atraviesa, entre otras, las localidades de Burgos, Venta de Baños, Valladolid, Tordesillas, Salamanca y Ciudad Rodrigo.
En su momento, fue una de las carreteras españolas que más tráfico acogió en Castilla y León y, en general, en el oeste peninsular, al ser un eje de comunicación en esta zona y acoger también todo el transporte pesado entre Francia y Portugal. Su alta siniestralidad (en 1984 llegaron a morir 89 personas en esta vía) hizo que fuese conocida en España como la «carretera de la muerte». Actualmente, se ha construido la autovía de Castilla (A-62), como alternativa a la N-620.
La carretera no se conserva en su totalidad, habiendo sido desdoblada en la mayoría de su trazado entre Tordesillas y Burgos. En otros tramos entre Salamanca y Tordesillas y a su paso por localidades como Valladolid se le ha denominado N-620a. Por su parte, se halla conservada en toda la provincia de Salamanca, discurriendo la A-62 paralela a ella.
La N-620 enlaza la mayor parte de Portugal con Europa y, hasta la ejecución de la autovía, era fundamentalmente utilizada por vehículos que procedían o se dirigían desde España y países europeos hacia Lisboa, Oporto, Aveiro y todo el centro y norte de Portugal. Por eso, la carretera también era conocida como la «ruta de los portugueses».